# Frankenia planifolia
Frankenia planifolia är en frankeniaväxtart som beskrevs av Thomas Archibald Sprague och Victor Samuel Summerhayes. Frankenia planifolia ingår i släktet frankenior, och familjen frankeniaväxter. Inga underarter finns listade i Catalogue of Life.